# Otger Cataló
Otger Cataló (ou Catalon) est un personnage légendaire qui, avec les Neuf Barons de la Renommée, aurait repris la Catalogne aux Sarrasins.
Selon quelques anciennes théories, le nom de la Catalogne dériverait de son nom. Les références écrites les plus anciennes ayant perduré au sujet de ce personnage sont datées du XVe siècle, elles sont donc postérieures à son époque (VIIIe siècle). La légende a été récupérée à partir du XIXe siècle avec l'apparition du catalanisme par les œuvres des auteurs de la Renaixença catalane : Víctor Balaguer, Antoni Ferrer i Codina et Jacinto Verdaguer. La légende se base sur des faits survenus sur trois générations différentes. Otger coïncide avec le nom et la date d'Otger (671–735), Arcomte de Catalanum (710–735), duc d'Aquitaine, mort dans la bataille pour la reconquista de Roses et qui a été enterré dans le Monastère de l'île de Ré.